# Ԩ
Ԩ (Ԩ ԩ; курсив: Ԩ ԩ) е буква от кирилицата. Използва се в орокския език, където представлява звучна небна носова съгласна /ɲ/. Когато кукичката е от дясната страна, Ӈ е друга буква, която представлява звучна заднонебна носова съгласна /ŋ/.

## Кодове
| Буква  | Уникод |
| ------ | ------ |
| Главна | U+0528 |
| Малка  | U+0529 |